# Feodosi Krasovski
Feodosi Nikoláievich Krasovski (en ruso: Феодосий Николаевич Красовский) (14 de septiembrejul./ 26 de septiembre de 1878greg. – 1 de octubre de 1948) fue un astrónomo y geodesta ruso de la etapa soviética.

## Semblanza
Krasovski nació en Galich. En 1900 se graduó en el Instituto Mezhevoy de Geodesia de Moscú, institución en la que comenzó a trabajar como profesor en 1907.
A finales de 1928, se fundó el Instituto Central de Investigación Geodésica, Inventario Aéreo y Cartografía (TsNIIGAiK) bajo su iniciativa, donde trabajó como director (1928–1930) y como subdirector científico (1930–1937). Entre 1924 y 1930 Krasovsky dirigió los trabajos astronómicos, geodésicos y cartográficos en la URSS. Desarrolló la teoría y los métodos de implantación de la red geodésica nacional de la URSS y solucionó cuestiones relacionadas con la topografía y los trabajos de gravimetría.
Junto con Aleksandr Aleksandrovich Izotov, otro geodesta soviético, definió en 1940 las dimensiones del denominado elipsoide de Krasovsky, posteriormente utilizado como elipsoide de referencia en la URSS y en otros países hasta los años 1990. En 1939 Krasovsky fue elegido Miembro Correspondiente de la Academia de Ciencias de la URSS.
Falleció en Moscú en 1948.

## Premios
- Premio Stalin (1943, 1952 -póstumo)
- Orden de la Bandera Roja
- Orden de Lenin

## Eponimia
- El cráter lunar Krasovskiy lleva este nombre en su memoria.